# Francesco Saverio del Carretto
Pour les autres membres des familles, voir Famille del Carretto.
Francesco Saverio del Carretto (11 septembre 1777, Barletta - 21 novembre 1861, Naples) est un militaire et homme politique italien qui fut ministre de la police du royaume des Deux-Siciles.

## Biographie
Francesco Saverio est le fils de Giacomo del Carretto et de Maria de Tavares y Ulloa. Il étudie à l'École militaire Nunziatella de Naples. Durant la période napoléonienne du royaume de Naples, de 1806 à 1815, il reste fidèle aux Bourbons et s'exile en Sicile en accompagnant le roi Ferdinand IV. De 1808 à 1813, il est en Espagne où il participe à la Guerre d'indépendance espagnole en se battant contre l'armée napoléonienne.
Après la restauration des Bourbons sur le trône de Naples et la création du royaume des Deux-Siciles, Francesco Saverio est nommé colonel et il reçoit le commandement militaire de la Basilicate. Adhérent au carbonarisme, il participe aux mouvements insurrectionnels de 1820-1821 durant lesquels il est chef d'état major de l'armée constitutionnelle dirigée par le patriote Guglielmo Pepe dans la guerre contre les autrichiens.
Après l'échec de l'insurrection de 1820, Del Carretto nie toute implication réelle dans le carbonarisme et déclare n'y avoir adhéré que pour tenter de la boycotter. Il est ainsi rétabli dans la grâce souveraine et il dirige dès lors une commission d'enquête. Il change alors radicalement de position politique et devient réactionnaire. Entre 1824 et 1825, il réprime sévèrement le brigandage et les insurrections populaires en Calabre citérieure et en 1827 il est nommé chef de la gendarmerie des Deux-Siciles. Il se fait alors connaître pour sa sévère répression de l'insurrection dans le Cilento et pour avoir complétement rasé à coups de canons et tués les habitants du village de Bosco le 7 juillet 1828, tragédie qui restera célèbre pour sa barbarie.
Il devient ensuite ministre de la police du royaume dans les gouvernements de Carlo Avarna di Gualtieri et de Giuseppe Ceva Grimaldi Pisanelli en succédant au ministre modéré Nicola Intonti. Il s'occupe alors d'étouffer par la répression toutes les insurrections du royaume comme c'est le cas en 1837 en Sicile où la population qui se révolte à la suite d'une épidémie de choléra est rapidement maté par Del Carretto : 750 personnes sont arrêtés et 123 condamnés à mort. Lors du printemps des peuples et de l'insurrection générale de 1848, il est contraint de s'exiler en France, chassé par les révolutionnaires. Il retourne à Naples deux ans plus tard et se retire de la vie publique jusqu'à son décès en 1861.

## Sources
- (it) Cet article est partiellement ou en totalité issu de l’article de Wikipédia en italien intitulé « Francesco Saverio Del Carretto » (voir la liste des auteurs).
- Silvio De Majo, «DEL CARRETTO, Francesco Saverio», dans Dizionario Biografico degli Italiani, Rome, Istituto dell'Enciclopedia Italiana Treccani, vol. 36, 1988.